# Айзък Хейс
Айзък Лий Хейс (на английски: Isaac Lee Hayes) е американски певец, изпълняващ соул музика, също автор на песни, актьор, продуцент и озвучаващ артист.
Стои в основата на компанията за южен соул „Стакс Рекърдс“, където е резидентен автор на песни и сесиен музикант и музикален продуцент. Работи заедно с Дейвид Портър в средата на 60-те години на 20 век. Хейс, Портър, Бил Уидърс, Шърмън Брадърс, Стийв Кропър и Джон Фоджърти получават място в Залата на славата на песнописците (2005 година), за авторството си на песни, изпълнявани от тях, от Сам и Дейв, от Карла Томас, и от други. Получава място в Залата на славата на рокендрола през 2002 година.
Хитовата песен Soul Man е написана специално от Хейс и Портър. Изпълнението е на Сам и Дейв, след което тя става една от най-великите музикални постижения за последните 50 години, според оценката на Залата на славата на Грами. Тя получава вниманието на Залата на славата на рокендрола, на сп. „Ролинг Стоун“, и от Музикалната асоциация, като една от песните на столетието. В края на 60-те Хейс стартира продуцентска дейност и прави няколко успешни соул албума, като Hot Buttered Soul (1969) и Black Moses (1971). Освен това той композира музиката за няколко филма.
Един от основните му продукти е музиката към филма Шафт (1971), като песента Theme from Shaft получава Оскар за най-добра оригинална песен през 1972 година. Той е едва третият американец от африкански произход след Сидни Поатие и Хети Макданиъл, който спечелва Оскар. През същата година става носител на две награди Грами. По-късно, той получава трета награда Грами за музикалния албум Black Moses.
В знак на признание за неговата хуманитарна дейност, Хейс е коронован като почетен крал на Ада, в Гана, през 1992 година. Има участия в игрални филми и в телевизионни формати, например филмите Truck Turner и I'm Gonna Git You Sucka, както и като Гандолф Фич – Ганди в ТВ поредицата The Rockford Files (1974 – 1980). От 1997 до 2006 г. той използва своя глас, за да озвучи репликите на Чеф в Саут Парк.
Примери за него са Пърси Мейфийлд, Биг Джо Търнър, Джеймс Браун, Джери Бътлър, Сам Кук, Фатс Домино, Марвин Гей, Отис Рединг и психиделични соул групи като „Чембърс Брадърс“ и „Слай енд дъ Фемили Стоун“.
На 5 август 2003 година получава отличието Икона на БиЕмАй на Ърбън наградите на БиЕмАй от 2003 г., след като са отчетени неговите несекващи приноси за музиката на поколения творци. През цялата си кариера, Хейс получава 5 награди за ритъм енд блус на БиЕмАй, две награди за поп на БиЕмАй, и две Ърбън награди. Към 2008 г., неговите песни генерират повече от 12 милиона изпълнения.

## Биография

### Ранни години
Айзък Лий Хейс-младши е роден на 20 август 1942 година в Ковингтън, Тенеси, като второто дете в афроамериканското семейство на Юла Уейд и Айзък Хейс-старши. След като майка му умира млада, а бащата изоставя семейството, той е отгледан от родителите на майка си. Те са изполичари и в детството си той работи във ферми из окръзите Шелби и Типтън. На пет години започва да пее в местната църква, след което се научава да свири на пиано, хамънд орган, флейта и саксофон.